# بختیار حسن‌علی‌زاده
بختیار حسن‌علی‌زاده (انگلیسی: Bəxtiyar Həsənalızadə؛ زادهٔ ۲۹ دسامبر ۱۹۹۲) بازیکن فوتبال اهل جمهوری آذربایجان است.
از باشگاه‌هایی که در آن بازی کرده‌است می‌توان به باشگاه فوتبال سومقاییت اشاره کرد.
وی همچنین در تیم ملی فوتبال زیر ۲۱ سال جمهوری آذربایجان بازی کرده‌است.